# Podravska statistična regija
Podravska regija je ena od dvanajstih statističnih regij Slovenije.

## Podravska statistična regija
Naravnogeografsko podobo te regije tvorijo gričevja na severovzhodu, subalpsko gozdnato hribovje (Pohorje in Kozjak) na zahodu ter Dravsko-Ptujsko polje ob reki Dravi. Največje urbano središče regije je Maribor. Vodno bogastvo regije se izkorišča za pridobivanje električna energija (veriga hidroelektrarn na Dravi), plodna zemlja pa za kmetijsko dejavnost.    
Obsega 10,7 % površine Slovenije
Podravska statistična regija s površino 2.170 km2 je peta največja državi. Leta 2023 je v njej živelo okoli 16 % prebivalcev Slovenije, kar jo je uvrstilo za osrednjeslovensko regijo. Gostota poseljenosti je znašala 152 prebivalcev na km2, s čimer je bila prav tako druga najgosteje poseljena regija, za osrednjeslovensko. 
Prebivalstvo
Povprečna starost prebivalcev v tej regiji je leta 2023 znašala 44,8 leta, enako kot v posavski, kar je bilo nekoliko nad slovenskim povprečjem (44,1 leta). Delež mladih prebivalcev (0–14 let) je bil drugi najnižji v Sloveniji, 13,7-odstoten, nižji je bil le v pomurski (12,9 %). Naravni prirast je bil tretji najnižji in tako kot v vseh regijah negativen (–3,8 na 1.000 prebivalcev). Kljub temu se je število prebivalcev v primerjavi z letom prej zaradi pozitivnega selitvenega prirasta (8,5 na 1.000 prebivalcev) nekoliko povečalo.
Izobrazbena sestava prebivalstva v starosti 25–64 let je regijo uvrstila v sredino: višje- ali visokošolsko izobrazbo je imelo 30,1 % prebivalcev, kar je bilo 3,2 odstotne točke pod državnim povprečjem. Z 10,6 % prebivalcev, ki so končali največ osnovno šolo, je imela regija drugi najnižji delež v državi, nižji je bil le v osrednjeslovenski regiji (9,9 %). Srednješolsko izobrazbo je doseglo 59,3 % prebivalcev, kar je predstavljalo drugi najvišji delež v Sloveniji.
Delež novorojenih otrok, katerih starši ob njihovem rojstvu niso bili poročeni, je znašal 63,6 %, kar je bil tretji najvišji delež v Sloveniji – višje vrednosti sta imeli pomurska in koroška. Povprečna starost žensk ob rojstvu vseh otrok je v podravski in gorenjski regiji znašala 30,9 leta, nekoliko pod slovenskim povprečjem (31,1 leta). Delež tretjerojenih ali otrok višjega reda je bil eden najnižjih, znašal je 14,9 %.
Regija je izstopala tudi po najnižjem deležu poročenih prebivalcev (starih nad 15 let), teh je bilo okoli 40 %, 7 odstotnih točk manj kot v regijah z najvišjim deležem poročenih (goriški in primorsko-notranjski). Kljub temu so tu na 1.000 prebivalcev sklenili največ zakonskih zvez v državi (3,4). Hkrati pa je bil delež razvezanih prebivalcev v tej in osrednjeslovenski regiji drugi najvišji (7,7 %). Povprečna starost umrlih je v podravski regiji in v jugovzhodni Sloveniji znašala 78 let, nižja je bila samo v pomurski. 
Razmere na trgu dela
Stopnja delovne aktivnosti prebivalcev te regije je bila leta 2023 druga najnižja v Sloveniji, saj je znašala 64,5 %. Nižji delež delovno aktivnih oseb med delovno sposobnimi prebivalci (15–64 let) so imeli le v pomurski (62,0 %). Stopnja brezposelnosti je bila 4,3 %, kar je v tej in obalno-kraški regiji pomenilo tretjo najvišjo brezposelnost. Zunaj regije svojega prebivališča je delalo 18,4 % delovno aktivnih prebivalcev te regije, kar v primerjavi z drugimi regijami ni bilo veliko. Manj jih je odhajalo na delo v drugo regijo le iz osrednjeslovenske (10,4 %) in goriške (17,6 %). Tisti, ki so delali v drugi regiji, so se večinoma zaposlovali v osrednjeslovenski (52 %) in savinjski (25 %).
Povprečna mesečna neto plača zaposlenih v tej regiji je znašala 1.345 EUR, kar je bilo približno 7 % oz. 100 EUR manj od slovenskega povprečja.
Gospodarstvo
Podravska regija je v 2023 ustvarila 12,6 % bruto dodane vrednosti Slovenije; na drugem mestu je sledila osrednjeslovenski, ki je prispevala največji delež (39,3 %). Bruto domači proizvod na prebivalca je znašal 24.527 EUR, kar je bilo 19 % manj od državnega povprečja. Razpoložljivi dohodek na prebivalca je bil v podravski tretji najnižji in je znašal 16.109 EUR. Od povprečja na ravni države (16.615 EUR) je bil nižji za 3 %. 
Tukaj je delovalo okoli 30.700 podjetij. Skupno so zaposlovala skoraj 139.200 ljudi oziroma vsako v povprečju 4,5 osebe.
Kakovost življenja
Prebivalci podravske regije so svoje splošno zadovoljstvo z življenjem ocenili s 7,7 (na lestvici od 0 do 10), kar je bilo enako slovenskemu povprečju. To oceno so podali tudi prebivalci goriške in primorsko-notranjske regije.
Stopnja tveganja revščine (16,4 %) in stopnja tveganja socialne izključenosti (17,5 %) sta bili v podravski regiji med najvišjimi. Poleg tega je imela regija najvišjo stopnjo zelo nizke delovne intenzivnosti; 5,3 % oseb, starih 0–64 let, je živelo v gospodinjstvih, katerih odrasli člani (stari 18–64 let) so delali manj kot petino razpoložljivega delovnega časa, izraženega v mesecih. Delež gospodinjstev, ki menijo, da je njihovo stanovanje pretemno oz. ne dobi dovolj dnevne svetlobe, je bil v tej in koroški regiji najnižji (3 %).
Na 1.000 prebivalcev so imeli 569 osebnih avtomobilov, kar je bilo 10 manj od povprečja v državi, avtomobili pa so bili stari 11,1 leta, kar je bilo enako povprečju. 
Okolje
Nastalo je 488 kg komunalnih odpadkov na prebivalca, 30 kg manj od povprečja v Sloveniji. Ločeno so jih zbrali 74 %. Iz javnega vodovoda je bilo gospodinjstvom dobavljene 37,1 m3 vode na prebivalca, kar je bilo pod državnim povprečjem.
Sestavlja jo 41 občin
Okoli petina prebivalcev regije (21 %) je na sredini leta 2023 živela v občini Maribor (113.245). Ta je bila s 148 km2 vodilna v regiji tudi po površini, čeprav je bila med slovenskimi občinami šele 41., in gostoti poseljenosti (768 prebivalcev na km2). Sledila je občina Miklavž na Dravskem polju (572 prebivalcev na km2). Manj kot 3.000 prebivalcev je imelo 18 občin v regiji, najmanj jih je imela občina Sveti Andraž v Slovenskih goricah (1.194).

## Podravska statistična regija v številkah
| Statistični podatki                                                  |          |  | Statistični kazalniki                                                                         |        |
| -------------------------------------------------------------------- | -------- |  | --------------------------------------------------------------------------------------------- | ------ |
| Površina, km2, 1. 1. 2023                                            | 2.170    |  | Gostota naseljenosti, 1. 7. 2023                                                              | 151,6  |
| Število prebivalcev, 1. 7. 2023                                      | 329.753  |  | Povprečna starost prebivalcev, 1. 7. 2023                                                     | 44,8   |
| Naravni prirast, 2023                                                | –1.240   |  | Delež prebivalcev, starih 0–14 let (%), 1. 7. 2023                                            | 13,7   |
| Število učencev v osnovnih šolah, 2023/2024                          | 28.216   |  | Delež prebivalcev, starih 65 let ali več (%), 1. 7. 2023                                      | 22,3   |
| Število dijakov (po prebivališču), 2023/2024                         | 11.360   |  | Naravni prirast (na 1.000 prebivalcev), 2023                                                  | –3,8   |
| Število študentov (po prebivališču), 2023/2024                       | 10.069   |  | Skupni selitveni prirast (na 1.000 prebivalcev), 2023                                         | 8,5    |
| Število delovno aktivnih prebivalcev (po prebivališču), 2023         | 136.170  |  | Skupni prirast (na 1.000 prebivalcev), 2023                                                   | 4,8    |
| Število zaposlenih oseb (po delovnem mestu), 2023                    | 114.458  |  | Delež prebivalcev, starih 25 do 64 let, z osnovno šolo ali manj, 2023                         | 10,6   |
| Število samozaposlenih oseb (po delovnem mestu), 2023                | 14.079   |  | Delež prebivalcev, starih 25 do 64 let, z višjo ali visoko izobrazbo, 2023                    | 30,1   |
| Povprečna mesečna bruto plača na zaposleno osebo (EUR), 2023         | 2.049,09 |  | Stopnja delovne aktivnosti (%), 2023                                                          | 64,5   |
| Število podjetij, 2023                                               | 30.702   |  | Število izdanih gradbenih dovoljenj (na 1.000 prebivalcev), 2023                              | 3,5    |
| Regionalni bruto domači proizvod (mio. EUR), 2023                    | 8.086    |  | Bruto domači proizvod na prebivalca (EUR, tekoči tečaj), 2023                                 | 24.527 |
| Kmetijska zemljišča v uporabi, ha, 2020                              | 80.648   |  | Obsojeni polnoletni in mladoletni (na 1.000 prebivalcev), 2023                                | 2,3    |
| Število prihodov turistov, 2023                                      | 427.546  |  | Število osebnih avtomobilov (na 1.000 prebivalcev), 31. 12. 2023                              | 569    |
| Število prenočitev turistov, 2023                                    | 940.748  |  | Komunalni odpadki, zbrani z javnim odvozom, kg/prebivalca, 2023                               | 359    |
| Vir: Statistični urad Republike Slovenije, Podatkovni portal SI STAT |          |  | Vir: Statistični urad Republike Slovenije, Slovenske statistične regije in občine v številkah |        |

## Občine v statistični regiji
- Občina Benedikt
- Občina Cerkvenjak
- Občina Cirkulane
- Občina Destrnik
- Občina Dornava
- Občina Duplek
- Občina Gorišnica
- Občina Hajdina
- Občina Hoče - Slivnica
- Občina Juršinci
- Občina Kidričevo
- Občina Kungota
- Občina Lenart
- Občina Lovrenc na Pohorju
- Občina Majšperk
- Občina Makole
- Mestna občina Maribor
- Občina Markovci
- Občina Miklavž na Dravskem polju
- Občina Oplotnica
- Občina Ormož
- Občina Pesnica
- Občina Podlehnik
- Občina Poljčane
- Mestna občina Ptuj
- Občina Rače - Fram
- Občina Ruše
- Občina Selnica ob Dravi
- Občina Slovenska Bistrica
- Občina Središče ob Dravi
- Občina Starše
- Občina Sveta Ana
- Občina Sveta Trojica v Slovenskih goricah
- Občina Sveti Andraž v Slovenskih goricah
- Občina Sveti Jurij v Slovenskih goricah
- Občina Sveti Tomaž
- Občina Šentilj
- Občina Trnovska vas
- Občina Videm
- Občina Zavrč
- Občina Žetale